# منظار اللبن

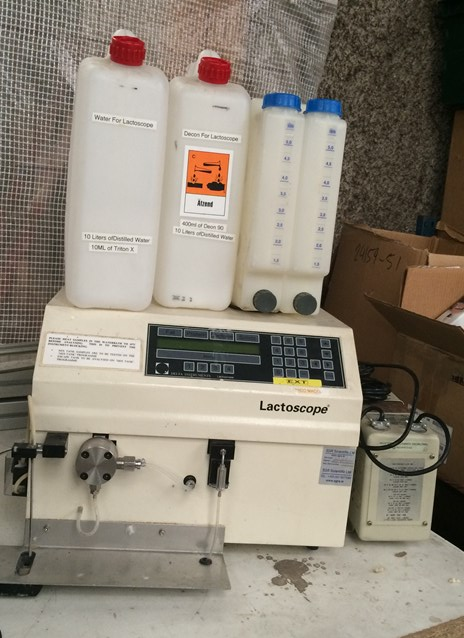
منظار اللبن الإلكتروني.

منظار اللبن أو مقياس زبدة اللبن هو أداة لتقدير كمية القشدة في الحليب، على أساس العتامة النسبية. كلما زادت العتامة زادت كمية القشدة الموجودة. يُنسب الفضل في تطوير هذه الأداة إلى ألفرد دونيه عام 1843.   واستُخدم المنظار لقياس محتوى الدهون في الحليب أيضًا، لكنه أعطى نتائج غير دقيقة.